# Midnight Guest
Midnight Guest è il quarto EP del gruppo musicale sud coreano Fromis 9. All'interno si trovano cinque nuove canzoni tra cui la traccia principale, intitolata DM. Il mini-album è stato pubblicato dalla Pledis Entertainment il 17 gennaio 2022.

## Descrizione
Il 15 dicembre 2021 la Pledis Entertainment annuncia che le Fromis 9 avrebbero pubblicato un nuovo EP nel periodo di gennaio 2022. Il 30 dicembre viene annunciato, attraverso un trailer introduttivo, che il mini-album sarebbe stato presentato al pubblico il 17 gennaio 2022 con il nome di Midnight Guest. Il giorno dopo invece viene pubblicato il calendario promozionale del gruppo. Il 6 gennaio vengono distribuiti dei video introduttivi, nove per ogni membro. Il 10 gennaio viene pubblicata la lista che annuncia il nome della traccia principale, insieme a tutte le altre canzoni dell'album. Nelle giornate del 15 e del 16 gennaio vengono pubblicati  due teaser per il video musicale di DM. Il 17 gennaio viene pubblicato l'album.

## Promozioni
Per pubblicizzare l'EP e comunicare con i propri fan, il 17 gennaio le Fromis 9 partecipano ad un evento live ed online.

## Successo commerciale
Il 13 gennaio, YG Plus ha annunciato che Midnight Guest ha registrato oltre 120 000 pre-ordini. L'album ha debuttato in seconda posizione nella Gaon Album Chart della Corea del Sud

## Tracce
1. Escape Room – 3:26
2. DM – 3:24
3. Love is Around – 3:16
4. Hush Hush – 3:03
5. 0g – 3:16

## Classifiche

### Classifiche settimanali
| Classifica (2022) | Posizione massima |
| ----------------- | ----------------- |
| Corea del Sud     | 2                 |
| Giappone          | 3                 |

## Date di pubblicazione
| Regione         | Formato                     | Etichetta       |
| --------------- | --------------------------- | --------------- |
| Resto del mondo | Download digitale/streaming | Pledis, YG Plus |
| Corea del Sud   | CD                          | Pledis, YG Plus |